# Mops nanulus
Mops nanulus es una especie de murciélago de la familia Molossidae.

## Distribución geográfica
Se encuentra en Sierra Leona Costa de Marfil, Guinea Ghana Nigeria Camerún República Democrática del Congo, Sudán, Uganda Etiopía y Kenia.